# ماسانيت دي كابرينيس
بلدية ماسانيت دي كابرينيس (بالإسبانية: Massanet de Cabrenys) هي بلدية تقع في مقاطعة جرندة التابعة لمنطقة قطلونية شمال شرق إسبانيا.

## الديموغرافيا
بلغ عدد سكان بلدية ماسانيت دي كابرينيس 735 نسمة عام 2011 (وفقاً للمعهد الوطني الإسباني للإحصاء).
| 641 | 650 | 679 | 734 | 722 | 729 | 735 |